# Kobe Challenger 2024
Il Kobe Challenger 2024 è stato un torneo maschile di tennis professionistico. È stata l'8ª edizione del torneo, facente parte della categoria Challenger 100 nell'ambito dell'ATP Challenger Tour 2024, con un montepremi di 134 000 $. Si è giocato dall'11 al 17 novembre 2024 sui campi in cemento indoor del Bourbon Beans Dome di Kōbe, in Giappone.

## Partecipanti

### Teste di serie
| Nazionalità | Giocatore                 | Ranking* | Testa di serie |
| ----------- | ------------------------- | -------- | -------------- |
| Cina        | Bu Yunchaokete            | 72       | 1              |
| Giappone    | Tarō Daniel               | 82       | 2              |
| Italia      | Mattia Bellucci           | 105      | 3              |
| Stati Uniti | Nicolas Moreno de Alboran | 119      | 4              |
| Italia      | Matteo Gigante            | 139      | 5              |
| Giappone    | Yasutaka Uchiyama         | 140      | 6              |
| Francia     | Térence Atmane            | 157      | 7              |
| Hong Kong   | Coleman Wong              | 159      | 8              |

* Ranking al 4 novembre 2024.

### Altri partecipanti
I seguenti giocatori hanno ricevuto una wild card per il tabellone principale:
- Ryuki Matsuda
- Naoki Nakagawa
- Yosuke Watanuki

I seguenti giocatori sono passati dalle qualificazioni:
- Hiroki Moriya
- Rei Sakamoto
- Guy den Ouden
- Kasidit Samrej
- Kaichi Uchida
- Elias Ymer

## Punti e montepremi
| Torneo    | Torneo              | V      | F      | SF    | QF    | 2T    | 1T    | Q | Q2  | Q1  |
| Singolare | Punti               | 100    | 50     | 25    | 14    | 7     | 0     | 4 | 2   | 0   |
| Singolare | Premi in denaro ($) | 17 650 | 10 380 | 6 140 | 3 570 | 2 105 | 1 270 | – | 635 | 320 |
| Doppio    | Punti               | 100    | 50     | 25    | 14    | –     | 0     | – | –   | –   |
| Doppio    | Premi in denaro ($) | 7 590  | 4 400  | 2 645 | 1 570 | –     | 880   | – | –   | –   |

## Campioni

### Singolare
Alexander Blockx ha sconfitto in finale  Jurij Rodionov con il punteggio di 6–3, 6–1.

### Doppio
Vasil Kirkov /  Bart Stevens hanno sconfitto in finale  Kaichi Uchida /  Takeru Yuzuki con il punteggio di 7–6(7), 7–5.